# Aurora Ruffino
Aurora Ruffino (Torino, 22 maggio 1989) è un'attrice e scrittrice italiana.

## Biografia
Quarta di sei figli, Aurora Ruffino cresce a Druento, paese nel quale ha frequentato le scuole elementari e medie. All'età di 5 anni, perde la madre Fiorinda, deceduta nel dare alla luce il sesto figlio. Poco tempo dopo, il padre Giuseppe si risposa, ma viene successivamente condannato a 9 anni di carcere e gli viene revocata la patria potestà in seguito a un'approfondita indagine all'interno del contesto familiare, dovuta a un'accusa di violenza su minore: per questo motivo, Aurora e i suoi cinque fratelli vengono cresciuti dai nonni materni e dalla loro zia materna.

## Carriera
Esordisce come attrice nel film La solitudine dei numeri primi, uscito nel 2010. Dopo il debutto si trasferisce a Roma per studiare presso il Centro sperimentale di cinematografia, conseguendo il diploma nel 2013. Nell'autunno del 2012 diviene nota al grande pubblico per il ruolo di Benedetta Ferraris-Costa nella miniserie trasmessa da Rai 1 Questo nostro amore, dove recita a fianco di Neri Marcorè e Anna Valle.
Partecipa al video musicale ufficiale dei Modà della canzone Se si potesse non morire, arrivata 3ª al Festival di Sanremo 2013, colonna sonora del film Bianca come il latte, rossa come il sangue, dove recita nel ruolo di Silvia. Nello stesso anno è protagonista del cortometraggio a tematica LGBT Ad occhi chiusi. Nel 2013 è protagonista del mediometraggio Banza Kiri!.
Nel 2014 è tra i protagonisti della serie televisiva campione d'ascolti Braccialetti rossi, dove interpreta Cris, una ragazza che soffre di anoressia, e di Una Ferrari per due, film TV del ciclo Purché finisca bene, entrambi trasmessi da Rai 1. Nell'ottobre dello stesso anno torna a recitare nel ruolo di Benedetta Ferraris-Costa nella seconda stagione di Questo nostro amore, rinominato Questo nostro amore 70.
Nel febbraio 2015 è di nuovo in onda con la seconda stagione di Braccialetti rossi. Tra il 2015 e il 2016 gira la terza stagione di Braccialetti rossi. Quindi gira il cortometraggio Ningyo, sponsorizzato da Renault e diretto da Gabriele Mainetti che viene presentato in anteprima alla Mostra del Cinema di Venezia. Dal 16 ottobre 2016 al 1º dicembre 2016 è di nuovo Cris, in Braccialetti rossi 3. Verso la fine del 2016 gira la terza stagione di Questo nostro amore, rinominato Questo nostro amore 80, che viene trasmessa su Rai 1 nell'aprile del 2018. Nel 2018 partecipa anche alle seconde stagioni di Non dirlo al mio capo, dove interpreta la giovane avvocata Cassandra Reggiani, e de I Medici, in cui interpreta il ruolo di Bianca de' Medici. Nel 2022 è una dei protagonisti della serie televisiva Noi. Nel 2023 è nel cast di Black Out - Vite Sospese, trasmesso da Rai 1 a partire dal gennaio dello stesso anno. Nel 2024 pubblica il suo primo romanzo, Volevo salvare i colori.

## Filmografia

### Cinema
- La solitudine dei numeri primi, regia di Saverio Costanzo (2010)
- Bianca come il latte, rossa come il sangue, regia di Giacomo Campiotti (2013)
- Leoni, regia di Pietro Parolin (2015)
- La mia seconda volta, regia di Alberto Gelpi (2019)

### Televisione
- Questo nostro amore, regia di Luca Ribuoli - serie TV (2012-2018)
- Braccialetti rossi, regia di Giacomo Campiotti - serie TV (2014-2016)
- Purché finisca bene (Una Ferrari per due), regia di Fabrizio Costa - film TV (2014)
- Non dirlo al mio capo 2, regia di Riccardo Donna - serie TV (2018)
- I Medici - Lorenzo il Magnifico (Medici: The Magnificent) – serie TV (2018)
- I Medici - Nel nome della famiglia (Medici: The Magnificent) – serie TV, episodi 3x02 e 3x08 (2019)
- Meraviglie - La penisola dei tesori[5] (2020)
- Al posto suo, regia di Riccardo Donna – film TV (2020)
- Mi hanno sputato nel milkshake - serie TV (2020)
- Chiara Lubich - L'amore vince tutto, regia di Giacomo Campiotti - film TV (2021)
- Un passo dal cielo 6 - serie TV (2021)
- Noi, regia di Luca Ribuoli - serie TV (2022)
- Black Out, regia di Riccardo Donna, Fabio Resinaro e Nico Marzano - serie TV (2023-2025)
- La luce nella masseria, regia di Tiziana Aristarco e Riccardo Donna – film TV (2024)
- La lunga notte - La caduta del Duce, regia di Giacomo Campiotti – serie TV (2024)

### Cortometraggi
- Fuori casa, regia di Es.poire cinéma (2012)
- Banza Kiri!, regia di Gianluca Testa mediometraggio (2013)
- Ad occhi chiusi, regia di Lisa Riccardi (2013)
- Iceberg, regia di Enrico Mazzanti (2014)
- Ningyo, regia di Gabriele Mainetti (2016)

### Video musicali
- Se si potesse non morire dei Modà (2013)
- Io non ho finito (Braccialetti rossi) di Niccolò Agliardi (2014)
- Il bene si avvera (Ci sono anch'io) di Niccolò Agliardi (2015)
- L'inizio del mondo di Niccolò Agliardi e Francesco Facchinetti (2015)
- Simili di Laura Pausini (2015)
- Ti sembra poco di Niccolò Agliardi (2016)
- Le chiavi in borsa di Willie Peyote e Dutch Nazari (2018)
- Tutte le volte di Eman (2018)

## Premi e riconoscimenti
- Premio Kinéo
  - 2015 - Vinto - Kinéo Giovani Rivelazioni[6]
- Roma Fiction Fest
  - 2014 - Vinto - Premio speciale della giuria ai protagonisti della serie Braccialetti rossi[7]
- Giffoni Film Festival
  - 2014 - Vinto - Explosive Talent Award[8]

## Libri

### Romanzi
- Volevo salvare i colori (2024)